# Иж Планета-3
Иж Планета-3 — мотоцикл среднего класса, предназначенный для езды по дорогам и бездорожью. Выпускался Ижевским машиностроительным заводом с 1971 по 1977 год. Всего выпущено 478 496 мотоциклов Иж Планета-3. С 1977 по 1981 год выпускалась модификация Иж Планета-3-01 (выпущено 400 842 мотоцикла), с 1981 по 1985 год выпускалась модификация Иж Планета-3-02 (выпущен 216 101 мотоцикл).

## Конструкция
На мотоцикле установлен одноцилиндровый, двухтактный двигатель воздушного охлаждения с возвратно-петлевой двухструйной продувкой, с приготовлением рабочей смеси в карбюраторе и воспламенением её в цилиндре от электрической искры. Коленчатый вал — сборный, прессованный. Картер — блочного типа. В передней части находится кривошипная камера, в задней размещена коробка передач. Картер состоит из двух половин с разъемом по средней продольной плоскости. Педаль ножного переключения передач и педаль кикстартера расположены с левой стороны картера коробки передач, двигатель оборудован 6-вольтовым генератором мощностью 45 Вт. Вместе с Иж Юпитер-3 является первым из мотоциклов, на который были установлены указатели поворота. Иж Планета-3К имеет боковой прицеп. Двигатель Иж Планета-3 с небольшими переделками устанавливается на раму от Иж Юпитер-3, Иж Юпитер-4 и Иж Юпитер-5.

## Техническая характеристика
- Габаритная длина 2 115 мм
- Габаритная ширина 780 мм
- Габаритная высота 1 025 мм
- Колёсная база 1 400 мм
- Клиренс 135 мм
- Максимальная скорость 140 км/час
- Ёмкость топливного бака 18 л
- Запас хода по шоссе 360 км
- Расход топлива по шоссе не более 5 литра на 100 км
- Топливо: Бензин с автолом в пропорции 25 : 1
- Преодолеваемый брод 300 мм
- Аккумуляторная батарея: 6 В
- Двигатель
  - Ход поршня 85 мм
  - Диаметр цилиндра 72,0мм
  - Число цилиндров 1
  - Рабочий объем цилиндра 346 см3
  - Степень сжатия 7,51
  - Максимальная мощность 22 л.с. при 5 000-5 600 об/мин[2].
  - Охлаждение воздушное набегающим потоком
  - Система смазки совместная с топливом
  - Тип карбюратора К-36И, позднее К-62И
- Сцепление многодисковое, в масляной ванне
- Коробка передач четырех ступенчатая, двухходовая.
- Моторная передача безроликовая двухрядная цепь, передаточное число — 2,17
- Передача от коробки на заднее колесо роликовая цепь, передаточное число — 2,47
- Рама — трубчатая, сварная.
- Передняя вилка пружинная телескопического типа с гидравлическими амортизаторами.
- Задняя подвеска пружинная с гидравлическими амортизаторами
- Тип тормозов барабанные с механическим приводом
- Тип колес легкосъёмные, с тангентно расположенными спицами.

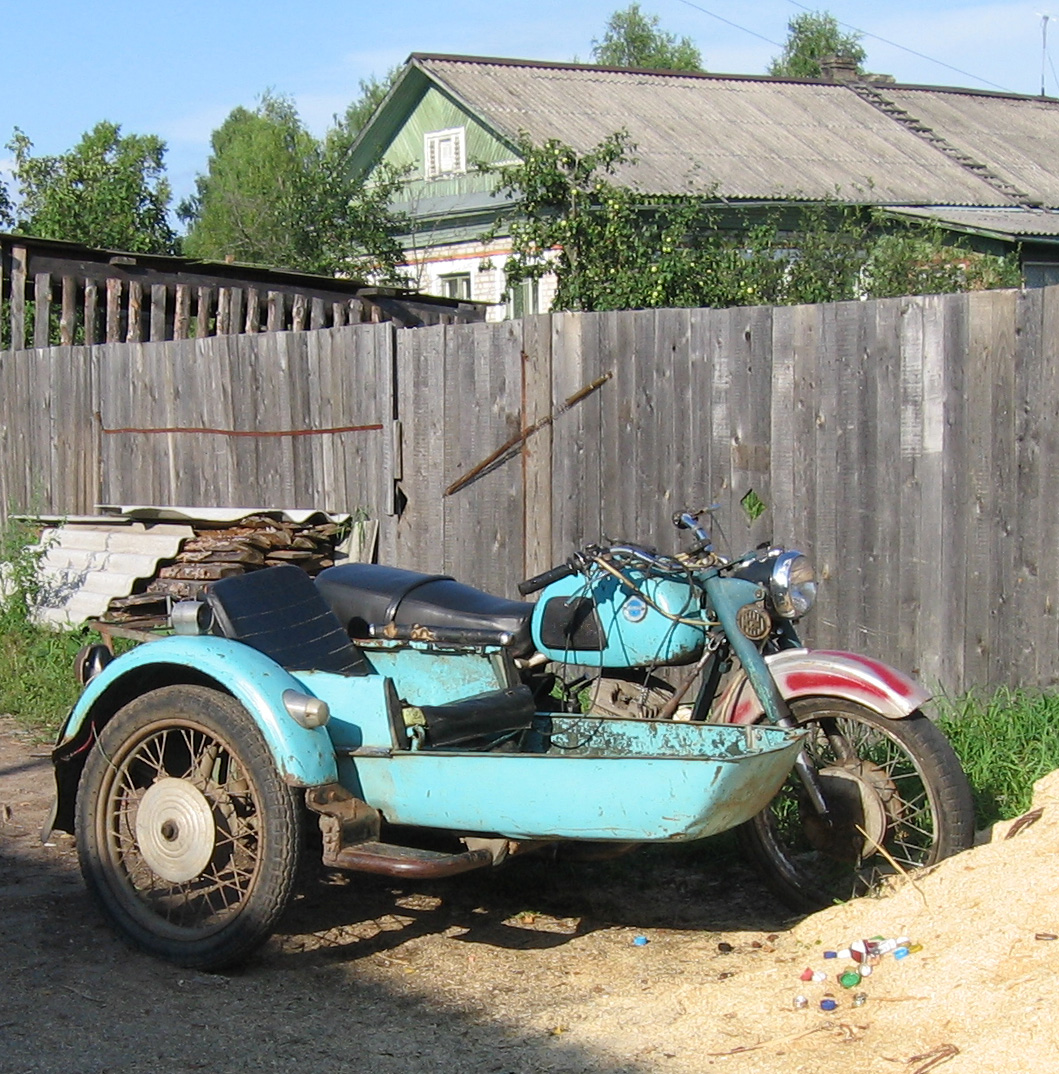
Иж Планета-3К-01 в сельской местности

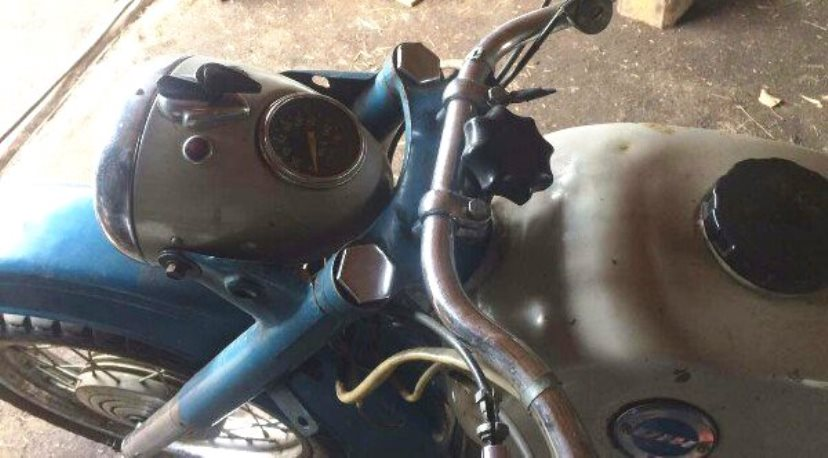
Спидометр мотоцикла Иж Планета-3

- Размер шин 3.50-18"

## Модификации
- Иж Планета-3-01 (с 1977 по 1981 год) — выпущено 400 845 мотоциклов. Изменены задние амортизаторы, внедрена регулировка жёсткости пружин задней подвески, новое переднее крыло, новый руль (по аналогии с "Иж Планета-спорт"). Мощность двигателя увеличена с 18 до 20 л.с.[3] за счёт более высокой степени сжатия и нового карбюратора К62И. Установлены новые глушители цилиндрической формы. Изменилась и схема окраски. Вместо бежево-зеленой/ бежево-голубой, мотоциклы теперь стали красить иначе: бензобак, грязевые щитки и крышки боковых ящиков красились голубым/бирюзовым, а рама, сами ящики, фара, кронштейны, подставки, траверсы и т.д., начиная с этой модели, стали красить в черный цвет. Установлен новый задний фонарь ФП-246 "груша".
- Иж Планета-3-02 (с 1981 по 1985 год) выпущен 216 101 мотоцикл. [1]. Устанавливался новый бензобак от четвертой модели, а также сиденье, новые, хромированные грязевые щитки, рулевые переключатели, именно с этой модели в 1981 году передние указатели поворотов перенесли вниз, на кронштейны нижней траверсы. Сами же указатели поворотов остались от третьей модели. Новая передняя вилка. На мотоцикл устанавливался 22-сильный двигатель, который позже пошел на Иж Планету-4. По сути, Планета 3-02 стала "шестивольтовой четверкой".